# Nikita Kirillovich Vitiugov
Nikita Kirillovich Vitiugov (tiếng Nga: Никита Кириллович Витюгов; sinh 4 tháng 2 năm 1987, Sankt-Peterburg) là một đại kiện tướng cờ vua người Nga.
Vitiugov là á quân cờ vua thanh niên thế giới năm 2006 và tham dự Giải vô địch cờ vua Nga từ 2006 đến 2010, với thành tích cao nhất là hạng 3 năm 2009 . Anh là thành viên của đội Nga giành huy chương vàng tại Giải vô địch đồng đội cờ vua thế giới 2009 tại Bursa.
Tháng 1 năm 2013 Vitiugov vô địch giải Gibraltar sau khi đánh bại đương kim vô địch Nigel Short bằng cờ nhanh ở trận chung kết. Ở vòng ngoài anh là một trong 4 kỳ thủ dẫn đầu với 8 điểm / 10 ván .
Elo của Vitiugov thời gian gần đây thường xuyên trong nhóm trên 2700, nằm trong 10 kỳ thủ hàng đầu của Nga.

## Sách
- Nikita Vitiugov (2010). The French Defence (Phòng thủ Pháp). Chess Stars. ISBN 978-95-4878-276-0.